# Lisje (obwód kurgański)
Lisje (ros. Лисье) – wieś (sieło) w Rosji, w obwodzie kurgańskim, w rejonie lebiażjewskim. W 2010 liczyła 487 mieszkańców.